# Čantavir
Čantavir (en serbe cyrillique : Чантавир ; en hongrois : Csantavér) est une localité de Serbie située dans la province autonome de Voïvodine et sur le territoire de la Ville de Subotica, district de Bačka septentrionale. Au recensement de 2011, elle comptait 6 553 habitants.
Čantavir, officiellement classé parmi les villages de Serbie, est mentionné pour la première fois en 1462.

## Démographie

### Évolution historique de la population
| 1948  | 1953  | 1961  | 1971  | 1981  | 1991  | 2002  | 2011  |
| ----- | ----- | ----- | ----- | ----- | ----- | ----- | ----- |
| 9 397 | 9 262 | 9 341 | 9 085 | 8 596 | 7 940 | 7 178 | 6 553 |

|  |

## Personnalités liées
- La famille Törley dont le négociant József Törley (1858-1907)